# Alstom ETR 610

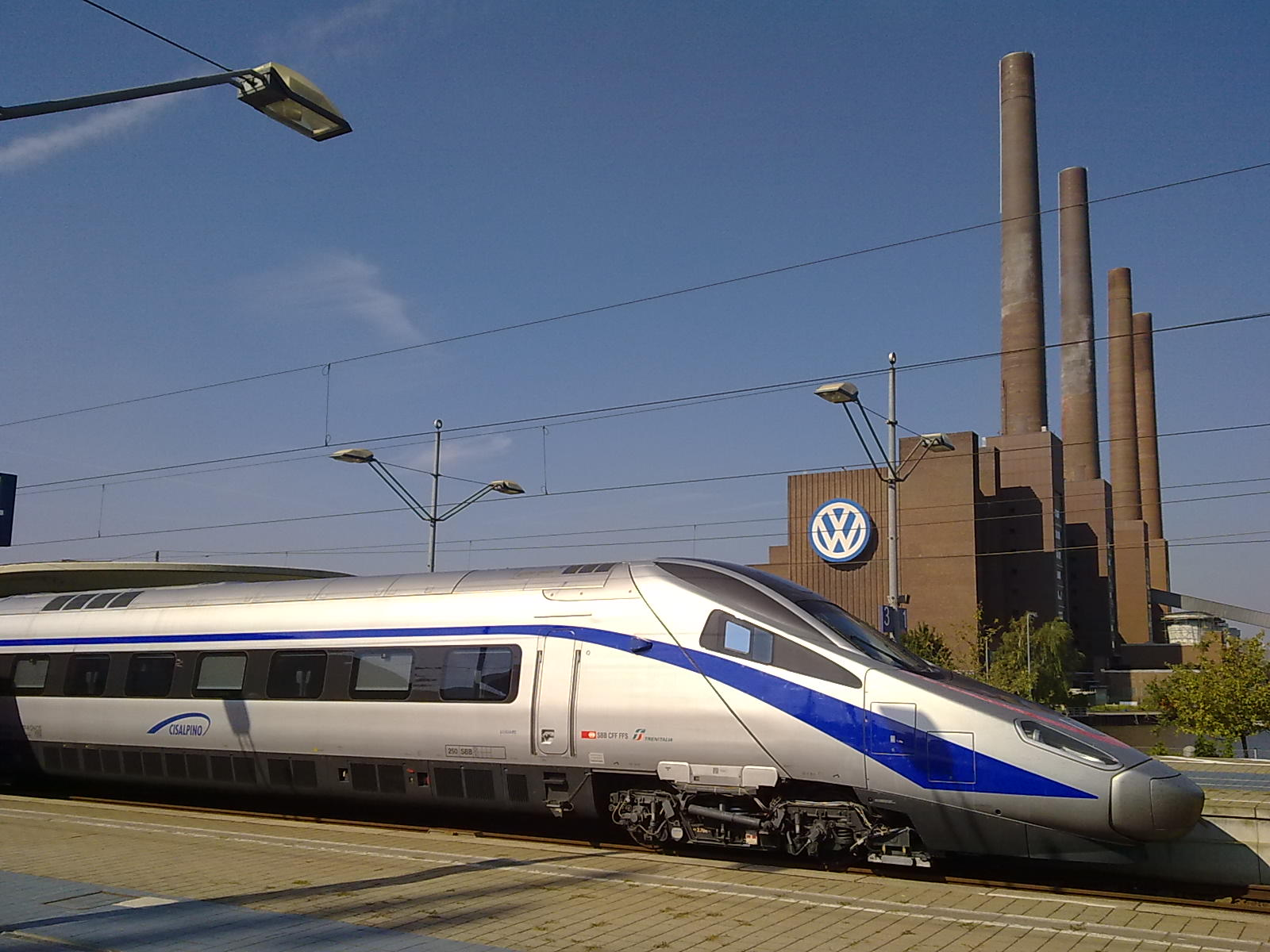
ETR 610 vor dem Volkswagen-Kraftwerk in Wolfsburg

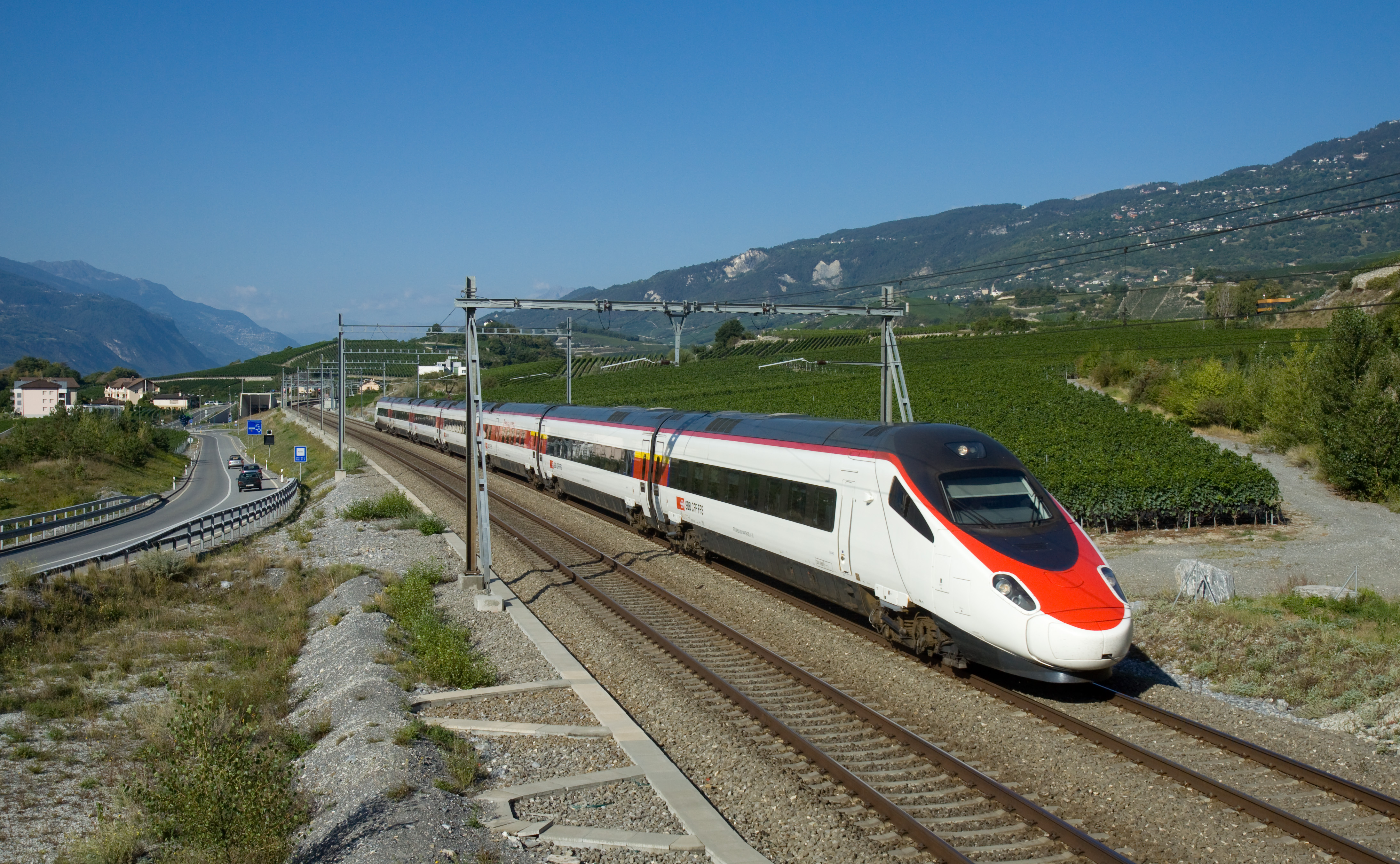
ETR 610 in neuer SBB-Farbgebung im Kanton Wallis

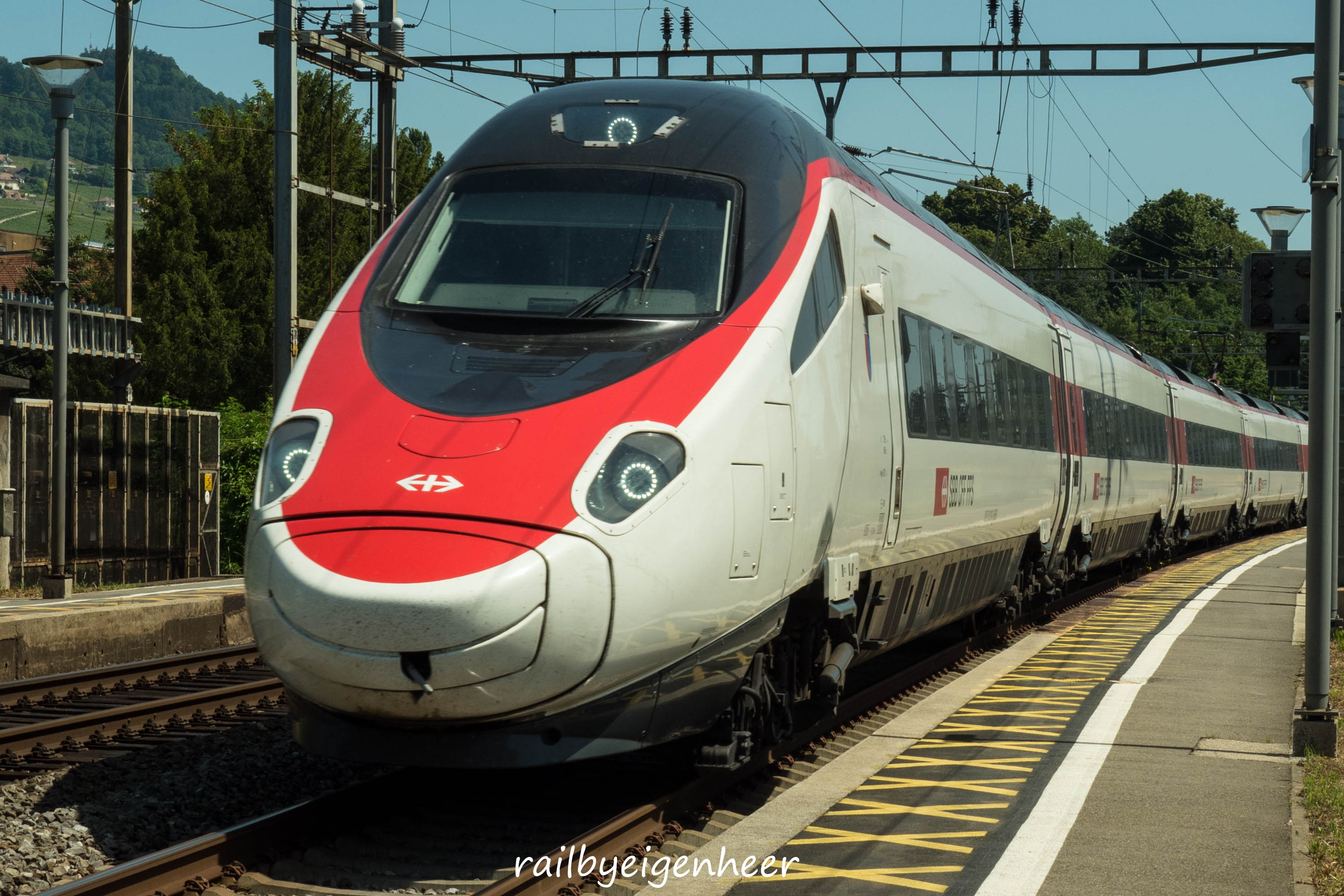
SBB RABe 503: nur ein Scheibenwischer, LED-Scheinwerfer, neue Kupplungsklappe

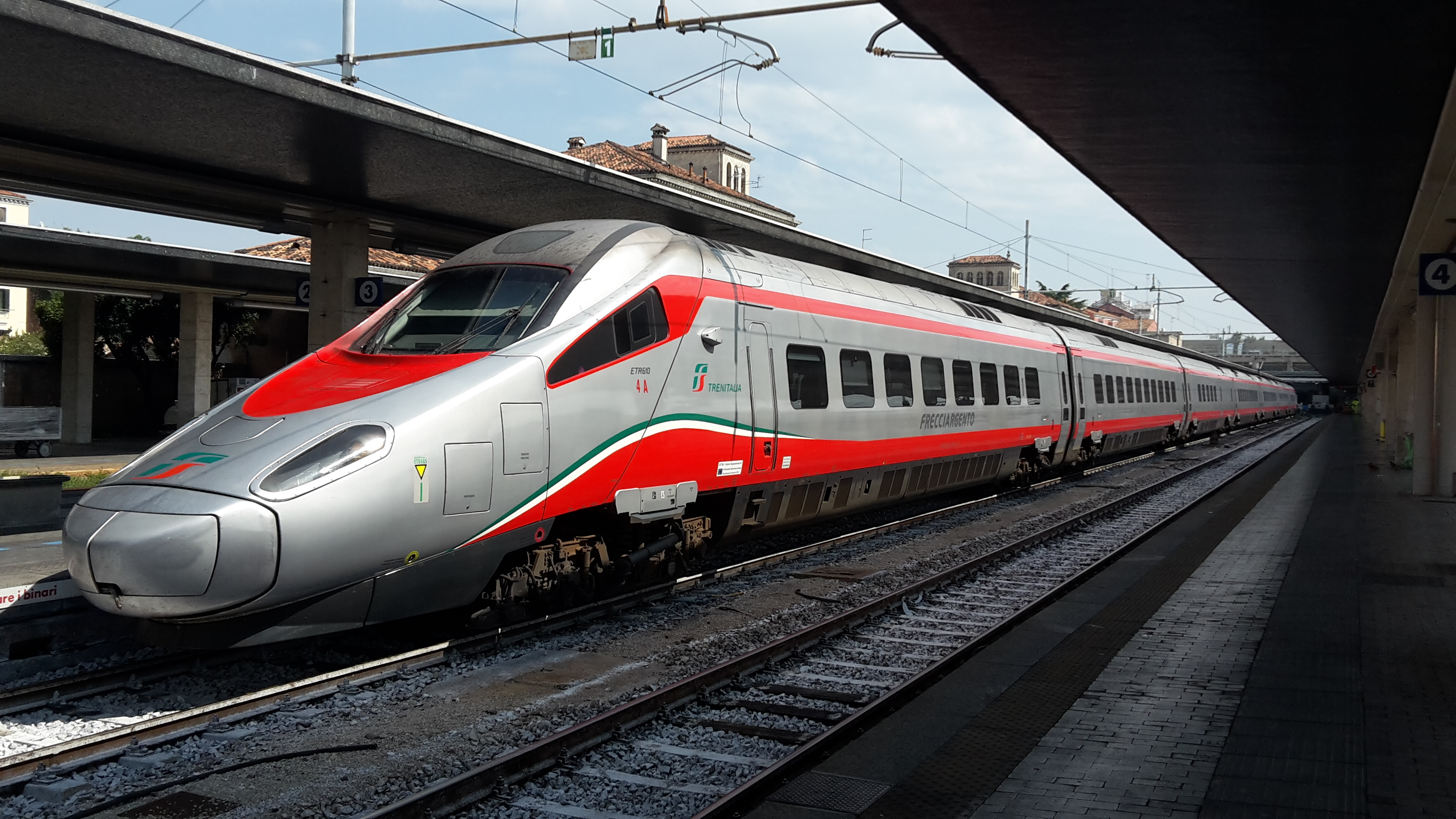
Trenitalia ETR 610 als Frecciargento

Der ETR 610 (von italienisch ElettroTreno Rapido, SBB-Bezeichnung für die zweite Serie: RABe 503) ist die Dreisystemvariante des ETR 600 für den Personenverkehr der Schweizerischen Bundesbahnen zwischen der Schweiz, Italien und Deutschland. Die SBB bezeichnen die Züge auch als Astoro (abgeleitet aus italienisch astore für «Habicht»). Die Hochgeschwindigkeitstriebzüge werden von Alstom in Italien gebaut (ex Fiat Ferroviaria). Das Design stammt von Giorgio Giugiaro.

## Geschichte

### Bestellung und Auslieferung
Im Jahr 2004 bestellte Cisalpino, ein Gemeinschaftsunternehmen von SBB und Trenitalia, 14 Züge für den grenzüberschreitenden Verkehr, die im Juni 2005 der Öffentlichkeit vorgestellt wurden. Trenitalia bestellte zusätzliche 12 Einheiten der nur in Italien einsetzbaren Version ETR 600, die ab Mitte 2008 ausgeliefert wurden. Die geplante Inbetriebnahme der ETR 610 im Dezember 2008 verzögerte sich wegen verspäteter Lieferung, notwendigen Qualitätstests sowie Personalschulungen. Im Verlauf des Jahres 2009 wurde die erste Einheit auf der Strecke Genf–Mailand eingesetzt, nachdem das Bundesamt für Verkehr im März 2009 den ETR 610 eine befristete Bewilligung unter Auflagen für den „kommerziellen Vorbetrieb“ erteilte (mit Fahrgästen und unter genauer Beobachtung). Seit November 2009 kamen sie auch auf der Lötschbergroute (Basel–Mailand) zum Einsatz. Ende 2009 wurden die Züge zwischen den SBB und Trenitalia aufgeteilt, da die gemeinsame Tochtergesellschaft Cisalpino aufgelöst wurde.
Wegen der Verzögerung bezahlte der Hersteller Alstom eine Vertragsstrafe in nicht bekanntgegebener Höhe. Die Lieferverzögerungen wurden damit begründet, dass Alstom den Schwerpunkt auf die Entwicklung des Frecciarossa (FS ETR 500) gelegt hatte, da jene Züge für die Eröffnung der Schnellfahrstrecke Mailand–Bologna im Dezember 2008 fertiggestellt werden sollten.

### Einsatz und Nachbestellungen
Die ETR 610 der Trenitalia wurden umlackiert und kamen als Frecciargento im Binnenverkehr zum Einsatz. Die SBB setzten ihre Züge weiterhin auf den grenzüberschreitenden Verbindungen ein, zunächst von Genf und Basel über die Simplonstrecke nach Mailand. Seit Dezember 2015 wurden sie auch auf der Gotthardstrecke eingesetzt, wo sie die ETR 470 ablösten.
Am 2. August 2012 bestellten die SBB acht weitere ETR 610, die im Dezember 2014 auf der Gotthardstrecke die ETR 470 ablösten, nachdem es mit diesen Einheiten wiederholt zu Problemen gekommen war. Da diese Bauart in Italien bereits zugelassen war, konnten die Züge schnell in Betrieb genommen werden. Anfang 2015 lösten die SBB im Hinblick auf die Eröffnung des Gotthard-Basistunnels 2016 eine Option auf vier weitere Einheiten ein, da die von den SBB bestellten 29 Triebzüge vom Typ RABe 501 erst ab 2019 und damit deutlich nach der Tunneleröffnung eingesetzt werden konnten. Die vier ETR 610 wurden zwischen Oktober 2016 und März 2017 in Betrieb genommen. Die Züge werden in Basel sowie Genf unterhalten.

## Technik
Angetrieben werden die inneren Achsen der beiden End- und der jeweils folgenden Mittelwagen. Die Fahrmotoren sind unter dem Wagenboden in Längsrichtung aufgehängt, sie sind durch Kardanwellen mit den Achsgetrieben verbunden. Die drei mittleren Wagen sind antriebslos. Somit ergeben sich für eine Zugeinheit aus sieben Wagen acht angetriebene und 20 Laufachsen. Die Triebzüge sind für eine Geschwindigkeit von 250 km/h zugelassen.
Wegen des Lötschberg- und Gotthard-Basistunnels waren zusätzliche behördliche Auflagen zu erfüllen. So sind die Züge mit Rauchmeldern ausgerüstet und der Zug weist eine Notlauffähigkeit von 15 Minuten auf, die Traktionsausrüstung muss also 15 Minuten nach einem Brandausbruch funktionsfähig bleiben.
Die nachbestellten Züge haben 422 Sitzplätze, davon 296 in der zweiten Klasse, 108 in der ersten Klasse und 18 im Speisewagen. 42 der 422 Plätze sind Prioritätssitze mit größerem Sitzabstand für Menschen mit eingeschränkter Mobilität. Der Sitzteiler in der ersten Klasse beträgt 2000, in der zweiten Klasse 1900 Millimeter.
Gegenüber den weiterhin als ETR 610 bezeichneten Zügen der ersten Serie sind die RABe 503 an Modifikationen der Front zu erkennen: Es gibt nur noch einen Scheibenwischer, die Scheinwerfer wurden auf Leuchtdioden umgestellt und die Abdeckklappe der Kupplung ist neu horizontal geteilt.
Die Züge sind mit ETCS-Fahrzeuggeräten bis Level 2 ausgerüstet. Bis Dezember 2021 sollte eine Hochrüstung zur ETCS Baseline 3 erfolgen.

## Zugzusammenstellung
| Wagen | Innenausstattung                                                                 | Einstiegtüren | Technische Ausrüstung                                     |
| ----- | -------------------------------------------------------------------------------- | ------------- | --------------------------------------------------------- |
| 1     | 1. Klasse (44 Plätze)                                                            | 2             | Stromrichter, zwei Fahrmotoren                            |
| 2     | 1. Klasse (54 Plätze)                                                            | 4             | Stromrichter, zwei Fahrmotoren                            |
| 3     | 1. Klasse (8 Plätze), Rollstuhlbereich (2 Plätze), Speiseraum (18 Plätze), Küche | 2             | ein Stromabnehmer (DE/AT)                                 |
| 4     | 2. Klasse (80 Plätze)                                                            | 4             | Transformator, zwei Stromabnehmer (IT, CH)                |
| 5     | 2. Klasse (80 Plätze)                                                            | 4             | Transformator, zwei Stromabnehmer (CH, IT)                |
| 6     | 2. Klasse (80 Plätze), Velo (2 Plätze)                                           | 4             | Stromrichter, zwei Fahrmotoren, ein Stromabnehmer (DE/AT) |
| 7     | 2. Klasse (64 Plätze)                                                            | 2             | Stromrichter, zwei Fahrmotoren                            |

## Betrieb
Cisalpino wollte die Züge zwischen der Schweiz und Mailand einsetzen, auf der Lötschbergstrecke, den Routen ab Genf durch den Simplontunnel sowie auf der Gotthardstrecke ab Zürich. Mit dem Ende des Betriebs durch die Cisalpino AG im Dezember 2009 wurde die Flotte der ETR 610 zwischen den SBB und der Trenitalia aufgeteilt. Alle Züge erhielten ein neues Aussendesign.
Im Juni 2009 wurde bekannt, dass die ETR 610 mit 450 Tonnen für den bogenschnellen Einsatz am Gotthard zu schwer sei, doch ohne eingeschaltete Neigetechnik würde der erwartete Fahrzeitgewinn verloren gehen. Für die Gotthard-Verbindungen wurden daher ältere ETR 470 eingesetzt. Nach dem Fahrplanwechsel im Dezember 2010 wurde eine tägliche EC-Verbindung Basel–Luzern–Gotthard–Mailand–Venedig mit ETR 610 gefahren. Die Bewilligung für bogenschnelles Fahren war zwar noch nicht erteilt, doch im Gotthardscheiteltunnel durften die ETR 610 mit 140 km/h verkehren (20 km/h schneller als normal). Die übrigen EC-Verbindungen wurden weiterhin mit ETR 470 geführt. Im Mai 2011 wurden die ETR 610 für bogenschnelles Fahren am Gotthard zugelassen. Dazu musste aber wegen der zu hohen Achslast der ETR 610 auf einigen Abschnitten die maximal zulässige Geschwindigkeit der Reihen N reduziert werden, was auch Auswirkungen auf die Fahrzeiten der ETR 470 und ICN hatte.
Nach umfangreichen Tests wurde die Bewilligung für Doppeltraktionen auf der Lötschberg-Simplon-Achse erteilt. Dies ermöglicht die Bildung von 14-Wagen-Zügen (400 Meter) und erlaubt den Verzicht auf die Doppelführungen Basel–Brig. Die Umsetzung scheiterte aber zunächst an der ungenügenden Zahl verfügbarer Einheiten. Seit der Inbetriebnahme der Nachbestellungen 2014/15 werden Doppeltraktionen eingesetzt.
Die SBB investierte ab April 2016 weitere 12,9 Millionen Franken in Instandhaltungsmassnahmen, um die technischen Störungen in der Neigetechnik und im Antrieb zu beseitigen.
Seit Fahrplanwechsel am 10. Dezember 2017 werden ETR 610, in Deutschland im Rahmen der neuen Zuggattung EuroCity-Express (ECE), eingesetzt. Zunächst erfolgte dies auf der Strecke Frankfurt am Main–Mailand, bis die Fahrzeuge im Juni 2024 durch SBB RABe 501 abgelöst wurden.
Seit dem Fahrplanwechsel am 13. Dezember 2020 verkehren ETR 610 auf der nunmehr vollständig elektrifizierten Strecke von Zürich über Lindau und Memmingen nach München und zurück.

## Fahrzeuge

### Erste Serie
Im Dezember 2009 wurde die Flotte der ETR 610 zwischen den SBB und der Trenitalia aufgeteilt, wobei damals noch nicht alle Züge ausgeliefert waren. Seither tragen die Züge das Logo der jeweiligen Gesellschaft und werden unabhängig voneinander unterhalten und eingesetzt. Sie weisen zurzeit ETCS-Fahrzeuggeräte mit unterschiedlichen Versionen auf. Um den Gotthard-Basistunnel befahren zu können, werden die sieben SBB-Einheiten an die der zweiten Serie angepasst und erhalten dann neue Nummern (503 001–007). Sämtliche Einheiten sind in der Schweiz registriert.
| 610.001 | FS  |  | 93 85 5 610 001-5 CH-TI  |  |
| 610.002 | FS  |  | 93 85 5 610 002-3 CH-TI  |  |
| 610.003 | FS  |  | 93 85 5 610 003-1 CH-TI  |  |
| 610.004 | FS  |  | 93 85 5 610 004-9 CH-TI  |  |
| 610.005 | SBB |  | 93 85 5 610 005-6 CH-SBB |  |
| 610.006 | SBB |  | 93 85 5 610 006-4 CH-SBB |  |
| 610.007 | SBB |  | 93 85 5 610 007-2 CH-SBB |  |
| 610.008 | FS  |  | 93 85 5 610 008-0 CH-TI  |  |
| 610.009 | SBB |  | 93 85 5 610 009-8 CH-SBB |  |
| 610.010 | SBB |  | 93 85 5 610 010-6 CH-SBB |  |
| 610.011 | FS  |  | 93 85 5 610 011-4 CH-TI  |  |
| 610.012 | FS  |  | 93 85 5 610 012-2 CH-TI  |  |
| 610.013 | SBB |  | 93 85 5 610 013-0 CH-SBB |  |
| 610.014 | SBB |  | 93 85 5 610 014-8 CH-SBB |  |
| *) Die einzelnen Wagen tragen auf der neunten Stelle die Ziffern 1 bis 7, z. B. der letzte Wagen von Zug 610.011 die Nr. 93 85 5 610 711-9 CH-TI |     |  |                          |  |

### Zweite Serie
Die acht nachbestellten Einheiten wurden gegenüber der ersten Serie optimiert und von Beginn weg für den Einsatz im Gotthard-Basistunnel eingerichtet. Die Auslieferung begann 2014, 2015 waren alle acht Züge im Betriebseinsatz.
| RABe 503 011 | SBB |        | 93 85 0 503 011-5 CH-SBB |  |
| RABe 503 012 | SBB | Ticino | 93 85 0 503 012-3 CH-SBB |  |
| RABe 503 013 | SBB | Wallis | 93 85 0 503 013-1 CH-SBB |  |
| RABe 503 014 | SBB |        | 93 85 0 503 014-9 CH-SBB |  |
| RABe 503 015 | SBB |        | 93 85 0 503 015-6 CH-SBB |  |
| RABe 503 016 | SBB |        | 93 85 0 503 016-4 CH-SBB |  |
| RABe 503 017 | SBB |        | 93 85 0 503 017-2 CH-SBB |  |
| RABe 503 018 | SBB |        | 93 85 0 503 018-0 CH-SBB |  |

### Erweiterung der zweiten Serie
Die SBB bestellte am 30. Januar 2015 für 120 Millionen Franken vier weitere, der zweiten Serie entsprechende Einheiten, um das zusätzliche Reisendenaufkommen in Hinblick auf die Eröffnung des Gotthard-Basistunnels zu bewältigen und die operative Flexibilität, z. B. durch Doppeltraktionen, zu erhöhen. Die erste Einheit 503 019 wurde im Oktober 2016 abgeliefert, bis Ende Februar 2017 waren dann alle vier an die SBB übergeben.
| RABe 503 019 | SBB |                            | 93 85 0 503 019-8 CH-SBB |  |
| RABe 503 020 | SBB |                            | 93 85 0 503 020-6 CH-SBB |  |
| RABe 503 021 | SBB |                            | 93 85 0 503 021-4 CH-SBB |  |
| RABe 503 022 | SBB | Johann Wolfgang von Goethe | 93 85 0 503 022-2 CH-SBB |  |